# 22 października
22 października jest 295. (w latach przestępnych 296.) dniem w kalendarzu gregoriańskim. Do końca roku pozostaje 70 dni.

## Święta
- Imieniny obchodzą: Abercjusz, Alodia, Donat, Euzebiusz, Filip, Gliceria, Ingbert, Józefina, Kordian, Kordula, Marek, Melaniusz, Nunilona, Salomea i Sewer.
- Międzynarodowe – Międzynarodowy Dzień Świadomości Jąkania
- Wspomnienia i święta w Kościele katolickim[1][2] obchodzą:
  - św. Donat (zm. ok. 875; biskup Fiesole)
  - św. Jan Paweł II (papież)
  - św. Maria Salome (matka dwóch apostołów: Jakuba i Jana; wspomnienie również 24 kwietnia)
  - bł. Tymoteusz Giaccardo (paulista)

## Wydarzenia w Polsce
- 1633 – III wojna polsko-turecka: wojska hetmana polnego koronnego Stanisława Koniecpolskiego powstrzymały szturm Turków na Kamieniec Podolski.
- 1646 – Spłonęła wieża mieszkalna w Żelaźnie koło Kłodzka.
- 1656 – Potop szwedzki: zwycięstwo wojsk szwedzkich w bitwie pod Filipowem.
- 1861 – Powstała Tymczasowa Komisja Wojenno-Śledcza.
- 1863 – Powstanie styczniowe: zwycięstwo wojsk rosyjskich w bitwie pod Łążkiem na Podkarpaciu.
- 1866 – Wygasła czteromiesięczna epidemia cholery w Poznaniu, która pochłonęła 1344 ofiary śmiertelne.
- 1906 – Założono Towarzystwo Przyjaciół Nauk w Wilnie.
- 1908 – Premiera pierwszego polskiego filmu fabularnego Antoś po raz pierwszy w Warszawie w reżyserii Georges’a Meyera.
- 1914 – Powołana w sierpniu z inicjatywy Józefa Piłsudskiego dotychczas bezimienna tajna organizacja niepodległościowa otrzymała nazwę Polska Organizacja Wojskowa (POW).
- 1916 – I wojna światowa: rozpoczęła się bitwa pod Laskami i Anielinem.
- 1923 – Początek kilkunastodniowego strajku kolejarzy krakowskich.
- 1939 – Na okupowanych terenach wschodniej Polski władze radzieckie zorganizowały sfałszowane wybory do zgromadzeń ludowych Zachodniej Białorusi i Zachodniej Ukrainy.
- 1942 – Zlikwidowano getto żydowskie w Zawichoście, a jego mieszkańców wywieziono do obozu zagłady w Bełżcu.
- 1945:
  - Napad UPA na Kuźminę i Birczę.
  - Ukazało się pierwsze wydanie dziennika „Ilustrowany Kurier Polski”.
- 1947 – Powołano Akademię Sztabu Generalnego.
- 1951 – Został wydany dekret całościowo regulujący kwestię dowodów osobistych.
- 1971 – Pochodząca ze starożytnego Egiptu mumia Dżed-Amonet-ius-anch została przewieziona na 11 lat z muzeum w Raciborzu do Muzeum Narodowego w Warszawie.
- 1980 – W pierwszym meczu 1/16 finału Pucharu UEFA Widzew Łódź pokonał Juventus Turyn 3:1.
- 1986 – Bazylika mariacka Wniebowzięcia Najświętszej Maryi Panny w Gdańsku została podniesiona do rangi konkatedry diecezji gdańskiej.
- 1995 – Francuz Philippe Giusiano i Rosjanin Aleksiej Sułtanow zdobyli ex aequo II nagrodę XIII Międzynarodowego Konkursu Pianistycznego im. Fryderyka Chopina. I nagrody nie przyznano.
- 1999:
  - Premiera filmu kostiumowego Pan Tadeusz w reżyserii Andrzeja Wajdy.
  - Ukazał się album Miłość w czasach popkultury grupy Myslovitz.
- 2000 – Chiński pianista Li Yundi wygrał XIV Międzynarodowy Konkurs Pianistyczny im. Fryderyka Chopina.
- 2003 – Ukazało się pierwsze wydanie dziennika „Fakt”.
- 2014 – W Słubicach odsłonięto pierwszy na świecie pomnik Wikipedii.
- 2020 – Trybunał Konstytucyjny orzekł, że możliwość aborcji z powodu ciężkiego i nieodwracalnego upośledzenia płodu albo nieuleczalnej choroby zagrażającej jego życiu jest niezgodna z Konstytucją RP, co wywołało protesty osób niezgadzających się z tym wyrokiem.

## Wydarzenia na świecie
- 794 – Heiankyo (dzisiejsze Kioto) zostało stolicą Japonii.
- 1303 – Kardynał Niccolò Boccasini został wybrany na papieża i przyjął imię Benedykt XI.
- 1383 – Bezpotomna śmierć króla Portugalii Ferdynanda I Burgundzkiego, która zapoczątkowała dwuletni okres anarchii w kraju.
- 1574 – Papież Grzegorz XIII ustanowił metropolię Burgos w Hiszpanii.
- 1575 – Założono miasto Aguascalientes w środkowym Meksyku.
- 1609 – Książę Kurlandii i Semigalii Wilhelm Kettler ożenił się w Królewcu z księżniczką pruską Zofią Hohenzollern.
- 1702 – III wojna północna: wojska rosyjskie po dwutygodniowym oblężeniu zdobyły szwedzką twierdzę Nöteborg.
- 1707 – 4 okręty Royal Navy rozbiły się we mgle na skałach wysp Scilly, w wyniku czego zginęło około 1600 marynarzy.
- 1721 – Piotr I Wielki przyjął tytuł Imperatora Wszechrosji, a państwo carów nazwano Cesarstwem Rosyjskim.
- 1731 – W katedrze w bawarskim Bambergu przeprowadzono ekshumację zwłok zmarłego w 1047 roku papieża Klemensa II.
- 1746 – Założono Uniwersytet Princeton (jako College of New Jersey).
- 1764 – Wojna siedmioletnia: zwycięstwo wojsk brytyjskich nad bengalskimi w bitwie pod Buxar.
- 1797 – Francuz André-Jacques Garnerin wykonał pierwszy odnotowany skok ze spadochronem (z wysokości ok. 700 m).
- 1822 – Erupcja Wezuwiusza.
- 1836 – Sam Houston został pierwszym prezydentem Republiki Teksasu.
- 1837 – Wojna domowa w Urugwaju: porażka wojsk rządowych w bitwie pod Yucutujá.
- 1844 – Wśród części protestantów doszło do tzw. wielkiego rozczarowania, które wiązało się z interpretacją biblijnej księgi Daniela (Dn 8, 13-14) przez Williama Millera, który ogłosił, że Jezus Chrystus przyjdzie powtórnie właśnie o tym czasie.
- 1850 – Założono miasto Vacaria w południowej Brazylii.
- 1859 – Wybuchła wojna hiszpańsko-marokańska.
- 1860 – Utworzono Marynarkę Wojenną Rumunii.
- 1867 – W wyniku wybuchu bomby podłożonej przez dwóch garybaldczyków w koszarach w Rzymie zginęło 23 żuawów papieskich i 4 przypadkowych przechodniów, w tym dziecko.
- 1873 – Zawarto austro-węgiersko-niemiecko-rosyjski Sojusz Trzech Cesarzy.
- 1877 – 207 górników zginęło w katastrofie w kopalni węgla kamiennego w szkockim Blantyre.
- 1879 – Amerykański astronom Christian Peters odkrył planetoidę (209) Dido.
- 1883 – W Nowym Jorku otwarto Metropolitan Opera.

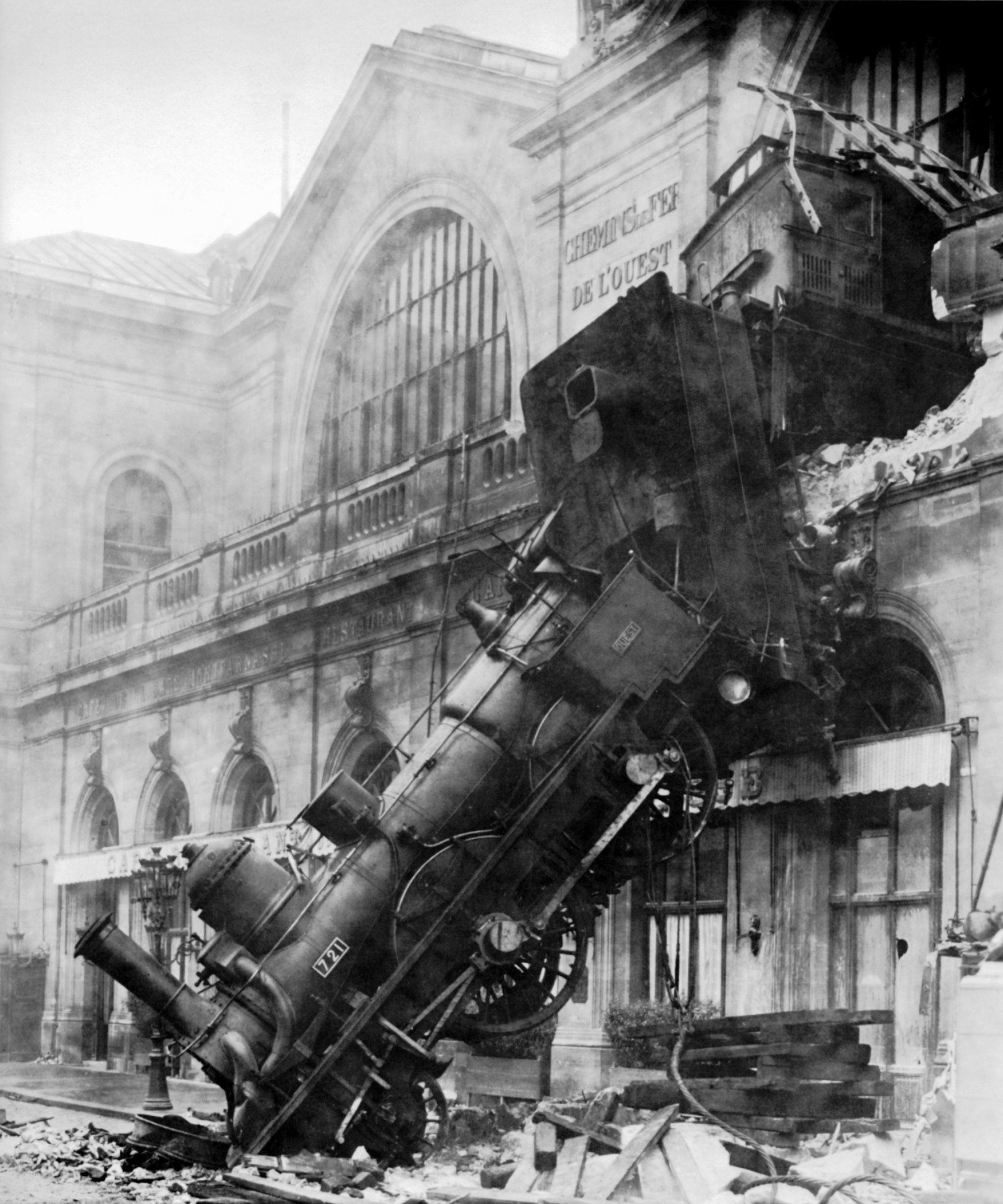
Katastrofa kolejowa na dworcu Montparnasse

- 1895 – Katastrofa kolejowa na Gare Montparnasse w Paryżu.
- 1904 – Wojna rosyjsko-japońska: płynące w rejon konfliktu okręty rosyjskiej Drugiej Eskadry Pacyfiku omyłkowo ostrzelały brytyjskie kutry rybackie na Morzu Północnym, biorąc je za atakujące torpedowce japońskie (incydent na Dogger Bank).
- 1912 – I wojna bałkańska: wojska serbskie zdobyły Prisztinę.
- 1913 – 263 górników zginęło w wyniku eksplozji w kopalni węgla kamiennego koło Dawson w stanie Nowy Meksyk.
- 1917 – Premiera amerykańskiego filmu niemego Charlie ucieka w reżyserii i z rolą tytułową Charliego Chaplina.
- 1918 – Zainaugurował działalność Ukraiński Uniwersytet Państwowy w Kamieńcu Podolskim.
- 1929 – James Scullin został premierem Australii.
- 1932 – Charles de Broqueville został po raz drugi premierem Belgii.
- 1935 – Chińska Robotniczo-Chłopska Armia Czerwona zakończyła tzw. Długi Marsz z prowincji Jiangxi na południowym wschodzie na północny wschód kraju.
- 1937 – Premiera amerykańskiego melodramatu filmowego Pani Walewska reżyserii Clarence’a Browna.
- 1938 – Amerykanin Chester Carlson wykonał pierwszą udaną kserokopię.
- 1941 – Wojska rumuńskie rozpoczęły trzydniową masakrę Żydów w Odessie i okolicznych miejscowościach, w trakcie której zastrzelono lub spalono żywcem od 25 tys. do 34 tys. osób.
- 1942:
  - Bitwa o Atlantyk: niemiecki okręt podwodny U-412 został zatopiony koło Wysp Owczych bombami głębinowymi zrzuconymi przez brytyjski bombowiec Vickers Wellington, w wyniku czego zginęła cała, 47-osobowa załoga.
  - Premiera amerykańskiego melodramatu Trzy kamelie w reżyserii Irvinga Rappera.
- 1943:
  - Około 10 tys. osób zginęło w wyniku nalotu bombowego Royal Air Force na niemieckie miasto Kassel i wywołanej nim burzy ogniowej.
  - W ramach specjalnej misji niemieckiego okrętu podwodnego U-537 w odludnej części kanadyjskiego półwyspu Labrador została zainstalowana automatyczna stacja pogodowa, składająca się z zestawu podstawowych meteorologicznych przyrządów pomiarowych, nadajnika radiowego o mocy 150 watów, 10-metrowego masztu antenowego i baterii niklowo-kadmowych zapewniających funkcjonowanie systemu przez około 6 miesięcy.
- 1944 – Otwarto Muzeum Wielkiej Wojny Ojczyźnianej w Mińsku.
- 1945 – Utworzono portugalską tajna policję polityczną PIDE.
- 1946:
  - Incydent w Cieśninie Korfu: 44 marynarzy zginęło, a 41 zostało rannych po wpadnięciu dwóch brytyjskich statków na albańskie miny.
  - NKWD aresztowało przechwyconych wcześniej i zatrudnionych w Instytucie Rabe w Nordhausen niemieckich specjalistów z programu rakietowego V2, których wraz z rodzinami przewieziono następnie do ZSRR.
- 1947 – Wybuchła I indyjsko-pakistańska wojna o Kaszmir.
- 1949 – Mamerto Urriolagoitia został prezydentem Boliwii.
- 1953 – Laos ogłosił niepodległość (od Francji).
- 1956:
  - Dokonano oblotu amerykańskiego śmigłowca wielozadaniowego Bell UH-1 Iroquois.
  - Wojna algierska: lecący z Rabatu do Tunisu marokański samolot został zmuszony do lądowania w Algierze, gdzie francuskie służby aresztowały znajdujących się na pokładzie Ahmada Ben Bellę i 5 innych algierskich działaczy niepodległościowych.
- 1957 – François Duvalier został prezydentem Haiti.
- 1960 – W Senegalu ustanowiono najwyższe odznaczenie państwowe – Order Narodowy Lwa.
- 1962:
  - Kryzys kubański: prezydent USA John F. Kennedy wprowadził blokadę morską Kuby.
  - Pod zarzutem szpiegostwa na rzecz USA i Wielkiej Brytanii aresztowano wysokiego oficera radzieckiego wywiadu wojskowego GRU Olega Pieńkowskiego.
- 1963 – Państwa członkowskie Rady Wzajemnej Pomocy Gospodarczej (RWPG) powołały Międzynarodowy Bank Współpracy Gospodarczej z siedzibą w Moskwie.
- 1964:
  - Francuski pisarz Jean-Paul Sartre został ogłoszony laureatem Nagrody Nobla (odmówił jej przyjęcia).
  - Kanadyjski komitet parlamentarny wybrał spośród 2600 nadesłanych propozycji obecny wzór flagi Kanady.
- 1966 – Odbywający karę 42 lat pozbawienia wolności były agent MI6 i szpieg KGB George Blake uciekł z więzienia i przedostał się do NRD, a następnie do ZSRR.
- 1969 – Ukazał się album Led Zeppelin II brytyjskiej grupy rockowej Led Zeppelin.
- 1971 – Została założona holenderska Partia Socjalistyczna.
- 1975 – Ormiańska organizacja terrorystyczna ASALA dokonała swego pierwszego udanego zamachu, zabijając w Wiedniu ambasadora Turcji Danişa Tunalıgila.
- 1976 – Prezydent Irlandii Cearbhall Ó Dálaigh złożył rezygnację ze stanowiska po tym jak minister obrony Paddy Donegan, który go znieważył nie został za to zdymisjonowany.
- 1978 – Inauguracja pontyfikatu papieża Jana Pawła II.
- 1979 – Obalony szach Iranu Mohammad Reza Pahlawi przybył na leczenie do Nowego Jorku.
- 1982 – Premiera filmu Rambo – Pierwsza krew w reżyserii Teda Kotcheffa.
- 1983 – W RFN ponad milion osób wzięło udział w protestach przeciwko zbrojeniom atomowym.
- 1988 – W Wilnie rozpoczął się zjazd założycielski Litewskiego Ruchu na rzecz Przebudowy Sąjūdis.
- 1989:
  - W Wilnie ukazało się pierwsze wydanie tygodnika „Nasza Gazeta”, będącej organem Związku Polaków na Litwie.
  - Zawarto porozumienie z Taif kończące libańską wojnę domową.
- 1990 – W klubie Off Ramp w Seattle odbył się debiutancki koncert amerykańskiego zespołu rockowego Pearl Jam (początkowo pod nazwą Mookie Blaylock). Ten dzień jest uznawany za oficjalną datę jego powstania.
- 1993:
  - Ange-Félix Patassé został prezydentem Republiki Środkowoafrykańskiej.
  - Założono Partię Komunistów Mołdawii.
- 1996 – 8 marynarzy zginęło, gdy słowacki statek „Ďumbier” uderzył w jeden z jazów elektrowni wodnej Freudenau w Austrii.
- 1999 – Rada Bezpieczeństwa ONZ zatwierdziła utworzenie i wysłanie sił pokojowych UNAMSIL do Sierra Leone.
- 2000:
  - Laurent Gbagbo wygrał wybory prezydenckie na Wybrzeżu Kości Słoniowej.
  - Tunezja zerwała stosunki dyplomatyczne z Izraelem w proteście przeciwko stosowaniu przemocy wobec Palestyńczyków.
- 2001 – Nigeryjska armia dokonała masakry ok. 200 cywilów w stanie Benue w odwecie za wcześniejsze uprowadzenie i zamordowanie 19 żołnierzy.
- 2002 – W Niemczech utworzono drugi rząd Gerharda Schrödera.
- 2005:
  - 117 osób zginęło w katastrofie lotu Bellview 210 w Nigerii.
  - Huragan Wilma uderzył we wschodnie wybrzeże Meksyku, pozbawiając dziesiątki tysięcy ludzi dachu nad głową.
- 2006 – Obywatele Panamy opowiedzieli się w referendum za rozbudową Kanału Panamskiego.
- 2009:
  - Microsoft wydał system operacyjny Windows 7.
  - Rosyjskie Stowarzyszenie Memoriał zostało uhonorowane Nagrodą Sacharowa.
- 2011 – Założono centrolewicową partię polityczną Pozytywna Słowenia.
- 2017 – W Słowenii odbyła się I tura wyborów prezydenckich. Do II tury przeszli: ubiegający się o reelekcję Borut Pahor i Marjan Šarec.
- 2022 – Giorgia Meloni, jako pierwsza kobieta, objęła urząd premiera Włoch.

## Eksploracja kosmosu
- 1966 – Została wystrzelona radziecka sonda księżycowa Łuna 12.
- 1968 – Zakończyła się załogowa misja kosmiczna Apollo 7.
- 1975 – Radziecka sonda Wenera 9 wylądowała na Wenus.
- 1992 – Rozpoczęła się misja STS-52 wahadłowca Columbia.
- 2008 – Indie wystrzeliły swą pierwszą sondę kosmiczną Chandrayaan-1, przeznaczoną do badań Księżyca.

## Urodzili się
- 1071 – Wilhelm IX Trubadur, książę Akwitanii, poeta (zm. 1126)
- 1197 – Juntoku, cesarz Japonii (zm. 1242)
- 1511 – Erasmus Reinhold, niemiecki astronom, matematyk (zm. 1553)
- 1531 – Lorenzo Doni, włoski malarz (zm. ?)
- 1587 – Joachim Jungius, niemiecki matematyk, fizyk, filozof, wykładowca akademicki (zm. 1657)
- 1591 – Alfons III d’Este, książę Modeny i Reggio (zm. 1644)
- 1592 – Gustaw Horn, szwedzki hrabia, feldmarszałek, gubernator Inflantów (zm. 1657)
- 1651 – Seweryn Szczuka, polski duchowny katolicki, biskup pomocniczy chełmiński (zm. 1727)
- 1659 – Georg Ernst Stahl, niemiecki chemik, lekarz (zm. 1734)
- 1688 – Nadir Szah Afszar, szach Persji (zm. 1747)
- 1689 – Jan V Wielkoduszny, król Portugalii (zm. 1750)
- 1696 – Nicola Perrelli, włoski kardynał (zm. 1772)
- 1700 – Helena Ogińska, polska szlachcianka (zm. 1790)
- 1701 – Maria Amalia Habsburg, księżna bawarska, cesarzowa niemiecka, królowa czeska (zm. 1756)
- 1708 – Ludwik Günther II, książę Schwarzburg-Rudolstadt (zm. 1790)
- 1721 – Jan Kanty Lenczowski, polski duchowny katolicki, biskup pomocniczy krakowski (zm. 1807)
- 1729:
  - Johann Reinhold Forster, niemiecki biolog pochodzenia szkockiego (zm. 1798)
  - Anna Luiza Mycielska, polska arystokratka (zm. 1771)
- 1732 – John Cavendish, brytyjski arystokrata, polityk (zm. 1796)
- 1749 – (data chrztu) Cornelis van der Aa, holenderski pisarz, historyk, księgarz (zm. 1815)
- 1761 – Antoine Barnave, francuski prawnik, polityk (zm. 1793)
- 1771 – Karl Aulock, niemiecki duchowny katolicki, biskup pomocniczy wrocławski (zm. 1830)
- 1780 – John Forsyth, amerykański polityk, senator (zm. 1841)
- 1781 – Ludwik Józef Burbon, książę Bretanii, delfin Francji (zm. 1789)
- 1783 – Constantine Samuel Rafinesque, amerykański polihistor, podróżnik pochodzenia niemiecko-francuskiego (zm. 1840)
- 1784 – Edmund Andraszek, polski pijar, filolog, przyrodnik pochodzenia czeskiego (zm. 1837)
- 1788 – Benedetto Barberini, włoski kardynał (zm. 1863)
- 1796 – Achille Etna Michallon, francuski malarz (zm. 1822)
- 1801 – Carl Jakob Sundevall, szwedzki przyrodnik, zoolog (zm. 1875)
- 1805 – Jonathan Browning, amerykański konstruktor i producent broni (zm. 1879)
- 1807:
  - Magnus Huss, szwedzki lekarz (zm. 1890)
  - Emil Senff, niemiecki prawnik, polityk (zm. 1879)
- 1809 – Federico Ricci, włoski kompozytor (zm. 1877)
- 1811 – Ferenc Liszt, węgierski kompozytor, pianista (zm. 1886)
- 1812 – Luigi Carlo Farini, włoski lekarz, historyk, polityk, premier Włoch (zm. 1866)
- 1813 – Cornelius Leary, amerykański prawnik, polityk (zm. 1893)
- 1814:
  - Auguste Clésinger, francuski rzeźbiarz, malarz (zm. 1883)
  - Ewa Karolina Sułkowska, polska zakonnica, założycielka Zgromadzenia Sióstr Matki Bożej Miłosierdzia (zm. 1881)
- 1818:
  - Dionizy (Chitrow), rosyjski biskup prawosławny (zm. 1896)
  - Leconte de Lisle, francuski poeta (zm. 1894)
- 1821 – Karol Mikuli, polski pianista, kompozytor, dyrygent, pedagog (zm. 1897)
- 1822 – Teodor Rogoziński, polski prezbiter katolicki, uczestnik powstania styczniowego, zesłaniec (zm. 1896)
- 1825:
  - Karol Miarka (starszy), polski pisarz, działacz społeczny na Górnym Śląsku (zm. 1882)
  - Friedrich von Schmidt, niemiecki architekt (zm. 1891)
- 1830 – Ludwika Leśniewska, polska śpiewaczka operowa (sopran) (zm. 1882)
- 1832 – Leopold Damrosch, niemiecki dyrygent, skrzypek (zm. 1885)
- 1833:
  - Emily Huntington Miller, amerykańska dziennikarka, pisarka, poetka (zm. 1913)
  - Florestyna, księżniczka monakijska, księżna Urach (zm. 1897)
- 1842 – Étienne-Joseph-Frédéric Tanoux, francuski duchowny katolicki, biskup Martyniki (zm. 1899)
- 1843 – Heinrich Tiedemann, niemiecki ziemianin, polityk (zm. 1922)
- 1844:
  - Louis Riel, kanadyjski polityk, przywódca Metysów (zm. 1885)
- 1845 – Edmund Reitter, austriacki entomolog, kolekcjoner chrząszczy, spirytysta (zm. 1920)
- 1847 – Jacobus Hercules de la Rey, burski wojskowy, polityk (zm. 1914)
- 1850 – Charles Kingston, australijski polityk (zm. 1908)
- 1858:
  - Tibor Hajdú, węgierski duchowny katolicki, benedyktyn, opat terytorialny Pannonhalma (zm. 1918)
  - Augusta Wiktoria, królowa Prus, cesarzowa niemiecka (zm. 1921)
- 1859:
  - Karl Muck, niemiecki dyrygent (zm. 1940)
  - Benedykt Wodziński, polski inżynier, budowniczy mostów (zm. 1926)
- 1860:
  - Maksymilian Linda, polski generał brygady (zm. 1945)
  - Adam Ostaszewski, polski naukowiec, wynalazca, pionier polskiej awiacji, poliglota, tłumacz, poeta (zm. 1934)
  - Alfred Teggin, angielski rugbysta (zm. 1941)
- 1863 – Franciszek Paleari, włoski duchowny katolicki, błogosławiony (zm. 1939)
- 1865 – Kristjan Raud, estoński malarz (zm. 1943)
- 1868:
  - Zachari Bakradze, polski generał brygady pochodzenia gruzińskiego (zm. 1938)
  - Alexander Spitzer, austriacki neurolog, anatom, patolog pochodzenia żydowskiego (zm. 1943)
- 1869 – Jan Ursyn Niemcewicz, polski ziemianin, działacz społeczny, polityk, prezydent Brześcia Litewskiego (zm. 1933)
- 1870:
  - Iwan Bunin, rosyjski poeta, nowelista, laureat Nagrody Nobla (zm. 1953)
  - Tadeusz Cieślewski (ojciec), polski malarz (zm. 1956)
  - Alfred Douglas, brytyjski prozaik, poeta, tłumacz (zm. 1945)
  - Johan Ludwig Mowinckel, norweski polityk, premier Norwegii (zm. 1943)
- 1871 – Mieczysław Kuliński, polski generał dywizji (zm. 1958)
- 1872:
  - Alessio Ascalesi, włoski duchowny katolicki, arcybiskup Benewentu i Neapolu, kardynał (zm. 1952)
  - Stanisław Janicki, polski polityk, minister rolnictwa i dóbr państwowych (zm. 1939)
- 1874:
  - Rezső Bálint, węgierski internista, neurolog (zm. 1929)
  - Dmitrij Kurski, radziecki polityk (zm. 1932)
- 1875:
  - Harriet Chalmers Adams, amerykańska fotografka, podróżniczka (zm. 1937)
  - Ernő Csiki, węgierski entomolog-koleopterolog, lekarz weterynarii, historyk entomologii (zm. 1954)
  - Zygmunt Jastrzębski, polski bankowiec, polityk, minister skarbu (zm. 1925)
- 1876:
  - Karl Adam, niemiecki teolog i pisarz katolicki (zm. 1966)
  - Róża Czacka, polska zakonnica, działaczka społeczna, błogosławiona (zm. 1961)
  - Karol Olpiński, polski prawnik, polityk (zm. 1944)
  - Thaddäus Robl, niemiecki kolarz torowy (zm. 1910)
- 1879:
  - Camillo Castiglioni, austriacki bankier pochodzenia włoskiego (zm. 1961)
  - José Giral, hiszpański polityk, premier Hiszpanii (zm. 1962)
- 1880:
  - Jan Andricki, serbołużycki działacz społeczny i kulturalny, nauczyciel, publicysta (zm. 1955)
  - Charles Buchwald, duński piłkarz (zm. 1951)
  - Wiktor Protopopow, ukraiński psychiatra (zm. 1957)
- 1881:
  - Clinton Davisson, amerykański fizyk, laureat Nagrody Nobla (zm. 1958)
  - Johannes Freumbichler, austriacki pisarz (zm. 1949)
  - Kristian Prestrud, norweski oficer marynarki wojennej, polarnik (zm. 1927)
- 1882:
  - Géza Kiss, węgierski pływak (zm. 1952)
  - N.C. Wyeth, amerykański malarz, ilustrator (zm. 1945)
- 1883:
  - Otakar Kubín, czeski malarz, grafik, rzeźbiarz (zm. 1969)
  - Harald Sandberg, szwedzki żeglarz sportowy (zm. 1940)
  - Syrak Skitnik, bułgarski malarz, pisarz (zm. 1943)
- 1885 – Stanisław Kot, polski historyk, działacz ruchu ludowego, polityk, minister informacji i dokumentacji (zm. 1975)
- 1887:
  - Michał Drewko, polski archeolog, historyk, konserwator zabytków (zm. 1969)
  - John Reed, amerykański dziennikarz, komunista (zm. 1920)
- 1888 – Louis Mark Thompson, kanadyjski pilot wojskowy, as myśliwski (zm. 1972)
- 1890:
  - Bronisław Hełczyński, polski prawnik, wykładowca akademicki (zm. 1978)
  - Awerkij Honczarenko, ukraiński wojskowy (zm. 1960)
  - Archibald Sinclair, brytyjski arystokrata, polityk (zm. 1970)
  - Joseph Welch, amerykański prawnik, aktor (zm. 1960)
- 1891:
  - Ignacy Czuma, polski prawnik, polityk, szambelan papieski (zm. 1963)
  - François Sevez, francuski generał (zm. 1948)
  - Wacław Weker, polski inżynier architekt (zm. 1944)
- 1892 – Harry King Goode, brytyjski pilot myśliwski (zm. 1942)
- 1893 – Ernst Öpik, estoński astronom (zm. 1985)
- 1894:
  - Mei Lanfang, chiński aktor, reżyser, śpiewak operowy (zm. 1961)
  - Mateusz (Siemaszko), polski biskup prawosławny (zm. 1985)
- 1895 – Rolf Nevanlinna, fiński matematyk, wykładowca akademicki (zm. 1980)
- 1896 – Rafael Franco, paragwajski wojskowy, polityk, prezydent Paragwaju (zm. 1973)
- 1898:
  - Dámaso Alonso, hiszpański filolog, poeta, krytyk literacki (zm. 1957)
  - Bedřich Šupčík, czechosłowacki gimnastyk (zm. 1957)
- 1899 – Nikołaj Bogolubow, rosyjski aktor (zm. 1980)
- 1900:
  - Teodor Benirski, polski major saperów, inżynier, przedsiębiorca (zm. 1978)
  - James Hall, amerykański aktor (zm. 1940)
  - Keith Kirkland, australijski pływak (zm. 1971)
  - Mieczysław Siewierski, polski prawnik (zm. 1981)
  - Edward Stettinius, amerykański polityk (zm. 1949)
- 1901 – Rubén Odio Herrera, kostarykański duchowny katolicki, arcybiskup metropolita San José (zm. 1959)
- 1902:
  - Wijeyananda Dahanayake, cejloński polityk, premier Cejlonu (zm. 1997)
  - Helena Płotnicka, polska konspiratorka przyobozowa w Auschwitz-Birkenau (zm. 1943)
- 1903:
  - George Wells Beadle, amerykański genetyk, laureat Nagrody Nobla (zm. 1989)
  - Curly Howard, amerykański aktor (zm. 1952)
  - Jaroslav Janouch, czeski pisarz, pedagog, tłumacz, wydawca (zm. 1970)
- 1904 – Constance Bennett, amerykańska aktorka (zm. 1965)
- 1905:
  - Manuel Ferreira, argentyński piłkarz, trener (zm. 1983)
  - Villem-Johannes Jaanson, estoński strzelec sportowy (zm. 1983)
  - Karl Guthe Jansky, amerykański fizyk, radioastronom (zm. 1950)
  - Joseph Kosma, austriacki kompozytor muzyki filmowej (zm. 1969)
  - Albert Whitford, amerykański astronom (zm. 2002)
- 1906:
  - Kees van Baaren, holenderski kompozytor (zm. 1970)
  - Fritz Cremer, niemiecki rzeźbiarz, grafik (zm. 1993)
- 1907:
  - Vince Dundee, amerykański bokser (zm. 1949)
  - Jimmie Foxx, amerykański baseballista (zm. 1967)
  - Zdzisław Rajewski, polski archeolog, muzealnik (zm. 1974)
  - Emilie Schindler, austriacka działaczka antynazistowska, Sprawiedliwa wśród Narodów Świata (zm. 2001)
  - Jan Trepczyk, polski prozaik, poeta, pieśniarz, leksykograf, działacz społeczny na Kaszubach (zm. 1989)
- 1908 – Józef Towpik, polski dermatolog, wenerolog (zm. 1992)
- 1909:
  - Leon Boruński, polski pianista, kompozytor pochodzenia żydowskiego (zm. 1942)
  - Witold Trąmpczyński, polski ekonomista, polityk (zm. 1982)
- 1910 – Alejandro Ulloa, hiszpański aktor (zm. 2004)
- 1911 – Kristina Brenk, słoweńska autorka literatury dziecięcej, tłumaczka (zm. 2009)
- 1912 – Frances Drake, amerykańska aktorka (zm. 2000)
- 1913:
  - Bảo Đại, wietnamski polityk, premier i cesarz Wietnamu (zm. 1997)
  - Robert Capa, węgierski fotografik (zm. 1954)
  - Annette Rogers, amerykańska lekkoatletka, biegaczka i skoczkini wzwyż (zm. 2006)
  - Hans-Peter Tschudi, szwajcarski polityk, prezydent Szwajcarii (zm. 2002)
- 1915:
  - Jean Despeaux, francuski bokser (zm. 1989)
  - Anna Gosławska-Lipińska, polska rysowniczka (zm. 1975)
- 1916 – Julian Rotter, amerykański psycholog (zm. 2014)
- 1917:
  - Joan Fontaine, amerykańska aktorka (zm. 2013)
  - Johnnie Tolan, amerykański kierowca wyścigowy (zm. 1986)
- 1918:
  - Antonio Bevilacqua, włoski kolarz szosowy i torowy (zm. 1972)
  - Jeleazar Mieletinski, rosyjski mitoznawca (zm. 2005)
- 1919:
  - Doris Lessing, brytyjska pisarka, laureatka Nagrody Nobla (zm. 2013)
  - Wanda Wolska-Conus, polska historyk, bizantynolog, filolog klasyczny (zm. 2012)
  - Bogdan Zieliński, polski aktor (zm. 1982)
  - Raisa Żuk-Hryszkiewicz, białoruska działaczka niepodległościowa (zm. 2009)
- 1920:
  - Augusto da Costa, brazylijski piłkarz (zm. 2004)
  - Mitzi Green, amerykańska aktorka (zm. 1969)
  - Timothy Leary, amerykański pisarz, psycholog, filozof, wykładowca akademicki (zm. 1996)
  - Peter Sifneos, amerykański psychiatra, psycholog, psychoanalityk (zm. 2008)
- 1921:
  - Georges Brassens, francuski piosenkarz, kompozytor (zm. 1981)
  - Adam Cekański, polski ginekolog, położnik, endokrynolog (zm. 2016)
  - Czesław Słania, polski grawer, plastyk, projektant znaczków pocztowych i banknotów (zm. 2005)
  - Cuthbert Sebastian, karaibski polityk, gubernator generalny Saint Kitts i Nevis (zm. 2017)
  - Anna Staniszewska, polska malarka (zm. 2017)
- 1922:
  - Salvatore Colombo, katolicki biskup Mogadiszu (zm. 1989)
  - Tadeusz Machl, polski kompozytor, organista, pedagog (zm. 2003)
  - Marie Shllaku, albańska działaczka narodowa, polityk, filozof (zm. 1946)
  - Ludwik Sobieraj, polski generał (zm. 1987)
  - Jan Świerkosz, polski działacz i polityk komunistyczny, członek francuskiego ruchu oporu (zm. 2020)
- 1923:
  - Henryk Jaskuła, polski żeglarz (zm. 2020)
  - Andrzej Łukoski, polski podharcmistrz, podporucznik, żołnierz AK, uczestnik powstania warszawskiego (zm. 1944)
  - Bert Trautmann, niemiecki piłkarz (zm. 2013)
- 1924:
  - Sabina Chromińska, polska aktorka (zm. 2012)
  - Czesław Kapczyński, polski polityk, poseł na Sejm RP (zm. 2008)
  - Czesław Kotela, polski architekt, urbanista (zm. 2015)
  - Arne Melchior, duński polityk pochodzenia żydowskiego (zm. 2016)
  - Lily Weiding, duńska aktorka (zm. 2021)
- 1925:
  - Alina Doroszewska, polska botanik, wykładowczyni akademicka (zm. 1989)
  - Slater Martin, amerykański koszykarz (zm. 2012)
  - Dory Previn, amerykańska wokalistka, kompozytorka, autorka tekstów (zm. 2012)
  - Robert Rauschenberg, amerykański artysta, pionier pop-artu (zm. 2008)
- 1926:
  - Spartak Miszulin, rosyjski aktor (zm. 2005)
  - Andrzej Rybacki, polski generał brygady pilot (zm. 2002)
- 1927:
  - Oscar Furlong, argentyński koszykarz, tenisista (zm. 2018)
  - Tadeusz Mikołajek, polski pisarz (zm. 2016)
- 1928:
  - Radovan Kuchař, czeski wspinacz (zm. 2012)
  - Nelson Pereira dos Santos, brazylijski reżyser filmowy (zm. 2018)
  - Zofia Petri, polska aktorka (zm. 1999)
- 1929:
  - Andrzej Chmielarczyk, polski aktor, reżyser teatralny (zm. 2005)
  - Luciano Ciancola, włoski kolarz szosowy (zm. 2011)
  - Lew Jaszyn, rosyjski piłkarz, bramkarz (zm. 1990)
- 1930:
  - Estela Barnes de Carlotto, argentyńska działaczka na rzecz praw człowieka
  - Gerhard Jürgen Blum-Kwiatkowski, polski artysta, malarz, twórca instalacji, teoretyk sztuki (zm. 2015)
  - Lech Budrecki, polski krytyk literacki, tłumacz (zm. 2004)
  - Boris Giuliano, włoski policjant (zm. 1979)
  - Carl Mengeling, amerykański duchowny katolicki, biskup Lansing (zm. 2025)
  - Todor Veselinović, serbski piłkarz, trener (zm. 2017)
- 1931:
  - Gunārs Astra, łotewski dysydent, obrońca praw człowieka (zm. 1988)
  - Stanisław Bugalski, polski kolarz szosowy (zm. 1991)
  - Károly Ecser, węgierski sztangista (zm. 2005)
  - William Friend, amerykański duchowny katolicki, biskup Shreveport (zm. 2015)
  - Irena Gil, polska polityk, poseł na Sejm kontraktowy (zm. 2020)
  - Ann Rule, amerykańska pisarka (zm. 2015)
  - Wilhelm Dieter Siebert, niemiecki kompozytor (zm. 2011)
  - Anna Danuta Szyfer, polska dialektolog, etnograf, wykładowczyni akademicka (zm. 2018)
- 1932:
  - Francisc Balla, rumuński zapaśnik (zm. 2023)
  - Gordon Jago, angielski piłkarz, trener (zm. 2025)
  - Robert Kerketta, indyjski duchowny katolicki, biskup Tezpuru (zm. 2018)
  - Tadeusz Kraus, czeski piłkarz (zm. 2018)
  - Jerzy Maryniak, polski profesor nauk technicznych, ekspert w dziedzinach mechaniki i lotnictwa (zm. 2011)
  - Aleksandra Okopień-Sławińska, polska teoretyk literatury, wykładowczyni akademicka
  - Norman Sheil, brytyjski kolarz torowy i szosowy (zm. 2018)
- 1933:
  - Julián García Centeno, hiszpański duchowny katolicki, wikariusz apostolski Iquitos
  - Alojzy Oborny, polski historyk sztuki, muzealnik (zm. 1922)
  - Donald Peterson, amerykański pilot wojskowy, inżynier, astronauta (zm. 2018)
  - Helmut Senekowitsch, austriacki piłkarz, trener (zm. 2007)
  - Andrzej Sobaszek, polski fizyk, wykładowca akademicki (zm. 2020)
- 1934:
  - Zoltán Friedmanszky, węgierski piłkarz, trener (zm. 2022)
  - Peter Kivy, amerykański muzykolog, filozof, wykładowca akademicki (zm. 2017)
  - Dawid Liba’i, izraelski prawnik, polityk, minister sprawiedliwości, minister spraw wewnętrznych (zm. 2023)
  - Andrzej Piątkowski, polski szablista (zm. 2010)
- 1935:
  - Józef Kolat, polski polityk, poseł na Sejm PRL
  - Bohdan Kopczyński, polski adwokat, polityk, poseł na Sejm RP (zm. 2020)
  - Dnyandeo Yashwantrao Patil, indyjski polityk
- 1936:
  - Peter Cook, brytyjski architekt
  - Thomas Menamparampil, indyjski duchowny katolicki, arcybiskup Guwahati
  - Jan (Pavlović), serbski duchowny prawosławny, metropolita zagrzebski i lublański (zm. 2014)
  - Bobby Seale, amerykański działacz społeczny
- 1937:
  - Kader Khan, afgański aktor, scenarzysta filmowy (zm. 2018)
  - Stanisław Waszczyński, polski duchowny katolicki, filozof, teolog (zm. 2023)
- 1938:
  - Rudolf Furmanow, rosyjski aktor (zm. 2021)
  - Derek Jacobi, brytyjski aktor, reżyser filmowy
  - Christopher Lloyd, amerykański aktor
  - Janusz Rolicki, polski dziennikarz, publicysta, pisarz
- 1939:
  - Joaquim Chissano, mozambicki polityk, prezydent Mozambiku
  - George Cohen, angielski piłkarz (zm. 2022)
  - Suzy McKee Charnas, amerykańska pisarka (zm. 2023)
  - Tony Roberts, amerykański aktor (zm. 2025)
- 1940:
  - Zofia Marcinkowska, polska aktorka (zm. 1963)
  - Tadeusz Ścieszko, polski inżynier, polityk, poseł na Sejm kontraktowy
  - Henryk Trębicki, polski sztangista (zm. 1996)
- 1941:
  - Evaristo Carvalho, saotomejski polityk, premier i prezydent Wysp Świętego Tomasza i Książęcej (zm. 2022)
  - Anna Strumińska, polska malarka (zm. 1990)
  - Stanisław Szado, polski bokser (zm. 2024)
  - Sergiusz Szarypkin, ukraiński filolog klasyczny, językoznawca, historyk (zm. 2020)
- 1942:
  - John C. Broderick, amerykański aktor, reżyser i producent filmowy (zm. 2001)
  - Giancarlo Ferrari, włoski łucznik
  - Annette Funicello, amerykańska aktorka, piosenkarka (zm. 2013)
  - Pedro Morales, portorykański wrestler (zm. 2019)
- 1943:
  - Jan de Bont, holenderski reżyser, operator i producent filmowy
  - Annamaria Cancellieri, włoska polityk
  - Catherine Deneuve, francuska aktorka, piosenkarka
  - Urszula Dudziak, polska wokalistka jazzowa
  - Wolfgang Thierse, niemiecki polityk
- 1944:
  - Paul Reaney, angielski piłkarz
  - Renato Repuyan, filipiński judoka
- 1945:
  - Andrzej Piszczatowski, polski aktor, reżyser teatralny (zm. 2011)
  - Sheila Sherwood, brytyjska lekkoatletka, skoczkini w dal
  - Leslie West, amerykański wokalista i gitarzysta rockowy, członek zespołu Mountain (zm. 2020)
- 1946:
  - Mike Butler, amerykański koszykarz (zm. 2018)
  - Deepak Chopra, indyjski lekarz, pisarz, filozof
  - Richard McGonagle, amerykański aktor
- 1947:
  - Godfrey Chitalu, zambijski piłkarz, trener (zm. 1993)
  - Karl-Heinz Florenz, niemiecki polityk
  - Tomasz Hołuj, polski malarz, poeta, muzyk
  - Hugh N. Kennedy, brytyjski historyk, mediewista, wykładowca akademicki
  - Ağasəlim Mircavadov, azerski piłkarz, trener
- 1948:
  - Lynette Fromme, amerykańska przestępczyni
  - Robertino Loreti, włoski piosenkarz
  - Gianpietro Marchetti, włoski piłkarz, działacz piłkarski
  - Krzysztof Pakulski, polski operator filmowy
  - John Peterson, amerykański zapaśnik
  - Paola Severino, włoska prawnik, polityk
- 1949:
  - Agustinus Agus, indonezyjski duchowny katolicki, arcybiskup Pontianak
  - Armando França, portugalski prawnik, polityk
  - Joël Gouhier, francuski kierowca wyścigowy
  - Gérard Joseph, haitański piłkarz
  - Ojārs Ēriks Kalniņš, łotewski dyplomata, publicysta, polityk (zm. 2021)
  - Zbigniew Pusz, polski menedżer, polityk, senator RP
  - John Shadegg, amerykański polityk
  - Arsène Wenger, francuski piłkarz, trener
- 1950:
  - Józef Krawczyk, polski samorządowiec, prezydent Oświęcimia (zm. 2022)
  - Marcin Pawlak polski inżynier, samorządowiec, burmistrz Dobczyc, członek zarządu województwa małopolskiego (zm. 2015)
  - Donald Ramotar, gujański polityk, prezydent Gujany
  - Edi Shukriu, kosowska pisarka, publicystka, polityk
  - Wiktor Zwiahincew, ukraiński piłkarz, sędzia piłkarski (zm. 2022)
- 1951:
  - Elizabeth Hay, kanadyjska pisarka
  - Roberto Mozzini, włoski piłkarz
  - Marshall Napier, nowozelandzki aktor (zm. 2022)
  - Łukasz A. Plesnar, polski teoretyk i historyk filmu, dziennikarz (zm. 2019)
  - Ulla-Maj Wideroos, fińska polityk, ekonomistka, działaczka mniejszości szwedzkiej
- 1952:
  - Władimir Ałganow, rosyjski agent wywiadu
  - Nel van Dijk, holenderska polityk
  - Jeff Goldblum, amerykański aktor, producent i reżyser filmowy pochodzenia żydowskiego
  - Steve Heffernan, brytyjski kolarz torowy i szosowy
  - John Howard, australijski aktor
  - Mircea Sandu, rumuński piłkarz
  - Pedro Soto, meksykański piłkarz, bramkarz
  - Andrzej Supron, polski zapaśnik, trener i sędzia zapaśniczy, komentator i promotor wrestlingu
- 1953:
  - Beniamino Donnici, włoski lekarz, polityk
  - Małgorzata Tryuk, polska językoznawczyni, teatrolog
- 1954:
  - Graham Joyce, brytyjski pisarz science fiction (zm. 2014)
  - Andrzej Krawczyk, polski historyk, urzędnik państwowy, dyplomata
  - Michał Malinowski, polski elektronik, profesor nauk technicznych
  - Krzysztof Szymański, polski polityk, wicewojewoda płocki, poseł na Sejm RP
- 1955:
  - Władysław Teofil Bartoszewski, polski historyk, antropolog, polityk, poseł na Sejm RP
  - Bill Condon, amerykański reżyser i scenarzysta filmowy
  - Pawlina Czilingirowa, bułgarska szachistka
  - Tadeusz Gadacz, polski filozof, religioznawca
  - Lothar Hause, niemiecki piłkarz
  - Patrick Louis, francuski polityk
  - Tomasz Rakowiecki, polski szachista (zm. 2017)
  - Alicja Stradomska, polska nauczycielka, polityk, senator RP
- 1956:
  - Marvin P. Bush, amerykański przedsiębiorca
  - Jekatierina Smirnowa, rosyjska lekkoatletka, wieloboistka
- 1957:
  - Dumitru Cipere, rumuński bokser
  - Cully Holland, amerykański aktor (zm. 1991)
  - Hassoumi Massaoudou, nigerski polityk
  - Gerd Nagel, niemiecki lekkoatleta, skoczek wzwyż
  - Henryk Olszak, polski żużlowiec (zm. 2021)
  - Pedrinho, brazylijski piłkarz
- 1958:
  - Virgil Donati, australijski muzyk, kompozytor, członek zespołów: Southern Sons, Planet X, Ring of Fire, Devil’s Slingshot i Seven the Hardway
  - Luizinho, brazylijski piłkarz, trener
  - Ramiro Vargas, boliwijski piłkarz, trener
- 1959:
  - Jerzy Mazgaj, polski przedsiębiorca
  - Grażyna Oliszewska, polska lekkoatletka, sprinterka
  - Lawrie Sanchez, północnoirlandzki piłkarz, trener pochodzenia ekwadorskiego
  - Kazimierz Szymanowski, polski prozaik, poeta
  - Michel Vion, francuski narciarz alpejski
- 1960:
  - Andrea Bellandi, włoski duchowny katolicki, arcybiskup Salerno-Campagna-Acerno
  - Ed Repka, amerykański grafik
  - Harrie Smeets, holenderski duchowny katolicki, biskup Roermond (zm. 2023)
  - Víťo Staviarsky, słowacki pisarz
  - Harri Toivonen, fiński kierowca wyścigowy i rajdowy
- 1961:
  - Mark Morgan, amerykański kompozytor
  - Barbara Potter, amerykańska tenisistka
  - Aleksandyr Tasew, bułgarski przedsiębiorca (zm. 2007)
  - Robert Torti, amerykański aktor
  - Dietmar Woidke, niemiecki polityk, premier Brandenburgii
- 1962:
  - Elena Cattaneo, włoska neurobiolog, farmakolog, polityk
  - Anton Josipović, chorwacki bokser
  - Bob Odenkirk, amerykański aktor, komik, reżyser, scenarzysta i producent filmowy
  - Peter Vanvelthoven, belgijski i flamandzki polityk
  - Grzegorz Wawrzyszak, polski wokalista, członek zespołów: Papa Dance i Ex-Dance
- 1963:
  - Brian Boitano, amerykański łyżwiarz figurowy
  - Kęstas Komskis, litewski samorządowiec, polityk
- 1964:
  - Lionel Abelanski, francuski aktor pochodzenia żydowskiego
  - Paul Bonhomme, brytyjski pilot akrobacyjny i rejsowy
  - Mick Hill, brytyjski lekkoatleta, oszczepnik
  - Piotr Krzywicki, polski polityk, poseł na Sejm RP (zm. 2009)
  - Craig Levein, szkocki piłkarz, trener
  - Paul McStay, szkocki piłkarz
  - Zurab Nogaideli, gruziński polityk, premier Gruzji
  - Małgorzata Ostrowska-Królikowska, polska aktorka
  - Dražen Petrović, chorwacki koszykarz (zm. 1993)
  - Jarosław Struczyński, polski działacz społeczny, kasztelan gniewski, animator kultury
  - tobyMac, amerykański wokalista, członek zespołu dc Talk
- 1965:
  - Valeria Golino, włoska aktorka, modelka
  - John Wesley Harding, brytyjski piosenkarz
  - Régis Manon, gaboński piłkarz (zm. 2018)
  - Piotr Wiwczarek, polski gitarzysta, wokalista, producent muzyczny, członek zespołu Vader
- 1966:
  - Agata Binkowska, polska urzędniczka, działaczka samorządowa, członek zarządu województwa świętokrzyskiego
  - Jakub (Kostiuczuk), polski duchowny prawosławny, biskup białostocki i gdański
  - Tatjana Owsijenko, rosyjska piosenkarka
  - Sławomir Suchomski, polski piłkarz, trener
  - Luisa Todini, włoska bizneswoman, polityk
- 1967:
  - Rui Correia, portugalski piłkarz, bramkarz
  - Rita Guerra, portugalska piosenkarka
  - Marek Krząkała, polski samorządowiec, polityk, poseł na Sejm RP
  - Ulrike Maier, austriacka narciarka alpejska (zm. 1994)
  - Carlos Mencia, amerykański aktor pochodzenia honduraskiego
  - Stefan Mohr, niemiecki szachista
  - Ana Beatriz Nogueira, brazylijska aktorka
- 1968:
  - Virginijus Baltušnikas, litewski piłkarz
  - Andriej Kobielew, rosyjski piłkarz, trener
  - Héctor Rodríguez Peña, urugwajski piłkarz
  - Jürgen Scheibe, niemiecki zapaśnik
  - Shaggy, jamajski raper, wokalista reggae i dancehall
- 1969:
  - Paulo António Alves, angolski piłkarz (zm. 2021)
  - Dominic Black, amerykański zapaśnik
  - Julio Borges, wenezuelski polityk
  - Severo Caérmare, filipiński duchowny katolicki, biskup Dipolog
  - Owen Casey, irlandzki tenisista
  - Spike Jonze, amerykański reżyser i producent filmowy
  - Rafael Lewandowski, polski reżyser i scenarzysta filmowy
  - Helmut Lotti, belgijski piosenkarz, autor tekstów
  - Tomasz Preniasz-Struś, polski aktor
  - Eduardo Rojas Sepulveda, chilijski szachista
- 1970:
  - Winston Bogarde, holenderski piłkarz
  - Anna Garwacka, polska piłkarka ręczna
  - Andrzej Giżyński, polski pięcioboista nowoczesny
  - Alojz Hlina, słowacki przedsiębiorca, polityk
  - Paisjusz (Jurkow), rosyjski biskup prawosławny
  - Javier Milei, argentyński ekonomista, polityk, prezydent Argentyny
  - Yoshio Nakamura, japoński judoka
- 1971:
  - Amanda Coetzer, południowoafrykańska tenisistka
  - Tomislav Erceg, chorwacki piłkarz
  - José Ángel Mañas, hiszpański pisarz
  - José Manuel Martínez, hiszpański lekkoatleta, długodystansowiec i maratończyk
  - Shamo Quaye, ghański piłkarz
  - Albert Stankowski, polski historyk
- 1972:
  - Jacek Będzikowski, polski piłkarz ręczny, trener
  - Bechir Sahbani, tunezyjski piłkarz
  - Piotr Soczewka, polski piłkarz
- 1973:
  - Andrés Palop, hiszpański piłkarz, bramkarz
  - Brandon Paulson, amerykański zapaśnik
  - Mark van der Zijden, holenderski pływak
- 1974:
  - Ariel González, argentyński piłkarz
  - Ołeksij Jakymenko, ukraiński piłkarz, trener
  - Lasse Karjalainen, fiński piłkarz
  - Joanna Kulska, polska politolog, wykładowczyni akademicka
  - Rogério Matias, portugalski piłkarz
  - Thabo Mooki, południowoafrykański piłkarz
  - Jan (Roszczin), rosyjski biskup prawosławny
  - Miroslav Šatan, słowacki hokeista
  - Timo Uster, gambijski piłkarz
- 1975:
  - Martín Cardetti, argentyński piłkarz
  - Jesse Tyler Ferguson, amerykański aktor
  - Míchel Salgado, hiszpański piłkarz
- 1976:
  - Aleksandr Abt, rosyjski łyżwiarz figurowy
  - Janet Lee, tajwańska tenisistka
  - Adam Skórnicki, polski żużlowiec
  - Brad Stevens, amerykański trener koszykarski
  - Helen Svedin, szwedzka modelka
- 1977:
  - Gabriele Gardel, szwajcarski kierowca wyścigowy
  - Grit Jurack, niemiecka piłkarka ręczna
  - Christian Meyer, norweski skoczek narciarski, trener
  - Anna Tenje, szwedzka polityk
- 1978:
  - Christoffer Andersson, szwedzki piłkarz
  - Chaswe Nsofwa, zambijski piłkarz (zm. 2007)
  - Dorota Pykosz, polska siatkarka
  - Michał Rachoń, polski koszykarz, dziennikarz
  - Marcin Styczeń, polski piosenkarz, kompozytor, autor tekstów, dziennikarz, lektor
  - Zuzanna Szadkowski, amerykańska aktorka pochodzenia polskiego
- 1979:
  - Kermit Cintron, portorykański bokser
  - Deivid, brazylijski piłkarz
  - Doni, brazylijski piłkarz, bramkarz
  - Ibrahima Faye, senegalski piłkarz
  - Jannero Pargo, amerykański koszykarz, trener
  - Júlio Rocha, brazylijski aktor, model
  - Bianka Rolando, polska pisarka, artystka sztuk wizualnych
- 1980:
  - Ewa Krajewska, polska farmaceutka, urzędniczka państwowa
  - Piotr Sadowy, polski szpadzista, trener
- 1981:
  - John Boyd, amerykański aktor
  - Severija Janušauskaitė, litewska aktorka
  - Kali, polski raper
  - Olivier Pla, francuski kierowca wyścigowy
- 1982:
  - Melinda Czink, węgierska tenisistka
  - Kumiko Iijima, japońska tenisistka
  - Serhij Kapełuś, ukraiński siatkarz
  - Ołeksandr Kuczer, ukraiński piłkarz
  - Mark Renshaw, australijski kolarz szosowy
  - Aleksander Szwed, polski samorządowiec, polityk, senator RP
- 1983:
  - Glenn Loovens, holenderski piłkarz
  - Antoni Pawlicki, polski aktor
  - Plan B, brytyjski piosenkarz, raper, aktor
  - Je-Vaughn Watson, jamajski piłkarz
- 1984:
  - Yosleyder Cala, kubański siatkarz
  - Franz Göring, niemiecki biegacz narciarski
  - Lee Ho, południowokoreański piłkarz
  - Aleksander Lichodzijewski, polski koszykarz
  - Luca Marinelli, włoski aktor
  - Antti Pihlström, fiński hokeista
  - Anca Pop, rumuńska piosenkarka (zm. 2018)
  - Mikkel Thygesen, duński piłkarz, trener
- 1985:
  - Sabrina Esposito, włoska zapaśniczka
  - Feng Xiaoting, chiński piłkarz
  - Alex Gladkov, brytyjski zapaśnik
  - Hadise, turecka piosenkarka
  - Zachary Hanson, amerykański muzyk, członek zespołu Hanson
  - Kim Hyun-kon, południowokoreański łyżwiarz szybki, specjalista short tracku
  - Agnieszka Mierzejewska, polska lekkoatletka, biegaczka długodystansowa
  - Kristýna Pastulová, czeska siatkarka
  - Doug Reinhardt, amerykański baseballista, agent sportowy, celebryta
  - Deontay Wilder, amerykański bokser
- 1986:
  - Antoinette Borg, maltańska koszykarka
  - Laure Boulleau, francuska piłkarka
  - Yuka Ebihara, japońsko-polska tancerka baletowa
  - Kyle Gallner, amerykański aktor
  - José Luis Granados, wenezuelski piłkarz
  - Marlène Harnois, francuska taekwondzistka pochodzenia kanadyjskiego
  - Stefanie Karg, niemiecka siatkarka
  - Ștefan Radu, rumuński piłkarz
  - Lennart Stekelenburg, holenderski pływak
  - Vegard Swensen, norweski skoczek narciarski
- 1987:
  - Edina Dobi, węgierska siatkarka
  - Tiki Gelana, etiopska lekkoatletka, biegaczka długodystansowa
  - Mikkel Hansen, duński piłkarz ręczny
  - Donny Montell, litewski piosenkarz
- 1988:
  - Corey Hawkins, amerykański aktor
  - Bogi Løkin, farerski piłkarz
  - Muarem Muarem, macedoński piłkarz
  - Claudio Ramiadamanana, madagaskarski piłkarz
  - Alfred Sankoh, sierraleoński piłkarz
- 1989:
  - Chantal Blaak, holenderska kolarka torowa i szosowa
  - Iryna Chariw, ukraińska zapaśniczka
  - Piero Codia, włoski pływak
  - Tamara Gonzalez Perea, polska blogerka modowa, prezenterka telewizyjna, stylistka, celebrytka pochodzenia panamskiego
  - Jonathan Kodjia, iworyjski piłkarz
  - Kathrin Stirnemann, szwajcarska kolarka górska i szosowa
  - Omar Visintin, włoski snowboardzista
- 1990:
  - Filip Jazvić, chorwacki piłkarz
  - Jonathan Lipnicki, amerykański aktor pochodzenia polsko-żydowskiego
  - Kire Ristewski, macedoński piłkarz
  - Sho Yano, amerykański geniusz, lekarz pochodzenia japońsko-koreańskiego
- 1991:
  - Robert Arboleda, ekwadorski piłkarz
  - Michalina Kwaśniewska, polska lekkoatletka, skoczkini wzwyż
  - Aïssa Mandi, algierski piłkarz
- 1992:
  - 21 Savage, brytyjski raper, autor tekstów, producent muzyczny pochodzenia haitańsko-dominikańskiego
  - Samantha Logic, amerykańska koszykarka
  - Solomon Mutai, ugandyjski lekkoatleta, długodystansowiec
  - Moses Oloya, ugandyjski piłkarz
  - Rubén Pardo, hiszpański piłkarz
  - Sofia Vassilieva, amerykańska aktorka pochodzenia rosyjskiego
- 1993:
  - Omer Adam, izraelski piosenkarz
  - Gaël Bigirimana, burundyjski piłkarz
  - Mario Engels, niemiecki piłkarz
  - Milan Katić, serbski siatkarz
  - Charalambos Likojanis, grecki piłkarz
- 1994:
  - Felix Baldauf, norweski zapaśnik
  - Michele Beretta, włoski kierowca wyścigowy
  - Alberta Santuccio, włoska szpadzistka
- 1996:
  - Mason Holgate, angielski piłkarz
  - Johannes Høsflot Klæbo, norweski biegacz narciarski
  - Michał Marek, polski koszykarz
  - Harley Windsor, australijski łyżwiarz figurowy
- 1997:
  - Žiga Jelar, słoweński skoczek narciarski
  - Mikołaj Ratajczak, polski koszykarz
- 1998:
  - Ike Anigbogu, amerykański koszykarz pochodzenia nigeryjskiego
  - Ianis Hagi, rumuński piłkarz
  - Tobias Krick, niemiecki siatkarz
  - Roddy Ricch, amerykański raper, piosenkarz, autor tekstów, producent muzyczny
- 1999:
  - Remigiusz Charkiewicz, polski strzelec sportowy
  - Albert Sambi Lokonga, belgijski piłkarz pochodzenia kongijskiego
  - Jalen Pickett, amerykański koszykarz
- 2000:
  - Brenden Aaronson, amerykański piłkarz
  - Baby Keem, amerykański raper, producent muzyczny
  - Pawieł Tietiuchin, rosyjski siatkarz
- 2001 – Santiago Hezze, argentyński piłkarz
- 2002 – Camille Pouget, francuska wspinaczka sportowa
- 2003 – Charles Ondo, piłkarz z Gwinei Równikowej
- 2004 – Julia Damasiewicz, polska kitesurferka

## Zmarli
- 741 – Karol Młot, frankijski majordom, faktyczny władca Państwa Franków (ur. 686)
- 1383 – Ferdynand I Burgundzki, król Portugalii (ur. 1345)
- 1459 – Biedrzych ze Strażnicy, czeski duchowny husycki, polityk, wojskowy (ur. ?)
- 1534 – Edward Poyning, angielski arystokrata, polityk (ur. 1459)
- 1613 – Mathurin Régnier, francuski poeta (ur. 1573)
- 1615 – Benedykt Woyna, polski duchowny katolicki, biskup wileński (ur. ?)
- 1657 – Cassiano dal Pozzo, włoski uczony, mecenas sztuki (ur. 1588)
- 1665 – Cezar de Vendôme, francuski arystokrata, wojskowy (ur. 1594)
- 1708:
  - Cesare Pronti, włoski malarz (ur. 1626)
  - Herman Witsius, holenderski teolog protestancki (ur. 1636)
- 1744 – Leopold Anton von Firmian, austriacki duchowny katolicki, arcybiskup metropolita Salzburga (ur. 1679)
- 1746 – Johann Konstantin Ferber, pruski prawnik, dyplomata (ur. 1704)
- 1747 – Rafał (Zaborowski), rosyjski biskup prawosławny pochodzenia polskiego (ur. 1677)
- 1751 – Wilhelm IV Orański, stadhouder Republiki Zjednoczonych Prowincji (ur. 1711)
- 1764:
  - Karl Aigen, austriacki malarz (ur. 1684)
  - Jean-Marie Leclair, francuski kompozytor, skrzypek (ur. 1697)
- 1767 – Ludwika Dorota, księżniczka Saksonii-Meiningen (ur. 1710)
- 1772 – Franciszek Salezy Potocki, polski szlachcic, krajczy wielki koronny, wojewoda kijowski i wołyński (ur. 1700)
- 1787 – Franz Anton Pfeiffer, niemiecki kompozytor, fagocista (ur. 1752)
- 1788 – Józef Prozor, polski dowódca wojskowy, polityk (ur. 1723)
- 1798 – Józef Sułkowski, polski i francuski oficer (ur. 1773)
- 1807 – Karl Georg von Hoym, niemiecki wojskowy, prawnik, polityk (ur. 1739)
- 1815 – Claude Lecourbe, francuski generał (ur. 1759)
- 1817 – Maurycy Franciszek Karp, polski poeta, tłumacz, publicysta (ur. 1749)
- 1818 – Jerzy Skarżyński, polski prawnik, sędzia, polityk (ur. 1759)
- 1819 – Nikodem Puzyna, polski duchowny katolicki, biskup pomocniczy wileński (ur. 1753)
- 1826 – Leopold Leonhard Raymund von Thun und Hohenstein, austriacki duchowny katolicki, biskup pasawski (ur. 1748)
- 1847 – Sahle Syllasje, etiopski możnowładca (ur. 1795)
- 1852 – Hans Christoph Ernst von Gagern, niemiecki baron, polityk, publicysta (ur. 1766)
- 1853 – Juan Antonio Lavalleja, urugwajski rewolucjonista (ur. 1784)
- 1854 – Jeremias Gotthelf, szwajcarski pisarz (ur. 1797)
- 1855 – William Molesworth, brytyjski polityk (ur. 1810)
- 1859 – Louis Spohr, niemiecki kompozytor, skrzypek, dyrygent (ur. 1784)
- 1860 – Wanda Malecka, polska poetka, pisarka, tłumaczka, wydawczyni (ur. 1800)
- 1869 – Wasilij Botkin, rosyjski pisarz, krytyk literacki (ur. 1812)
- 1871 – Roderick Murchison, brytyjski geolog, stratygraf (ur. 1792)
- 1880 – Ferdynand Chotomski, polski poeta, tłumacz, publicysta, lekarz, malarz (ur. 1797)
- 1882 – János Arany, węgierski pisarz (ur. 1817)
- 1883:
  - Martin Bernard, francuski polityk (ur. 1808)
  - Thomas Mayne Reid, amerykański pisarz pochodzenia irlandzkiego (ur. 1818)
- 1884 – Ludwig Burger, niemiecki malarz, ilustrator, rysownik (ur. 1825)
- 1886 – Albert Wigand, niemiecki botanik (ur. 1821)
- 1887 – Josef Groll, niemiecki mistrz piwowarski (ur. 1813)
- 1889 – Philippe Ricord, francuski lekarz, fizyk (ur. 1800)
- 1891 – Ernst Fleischl von Marxow, austriacki lekarz, fizjolog (ur. 1846)
- 1895:
  - Gustave Droz, francuski malarz, pisarz (ur. 1832)
  - Daniel Owen, walijski pisarz (ur. 1836)
- 1900:
  - Anders Askevold, norweski malarz (ur. 1834)
  - John Sherman, amerykański polityk (ur. 1823)
- 1902:
  - John Faed, szkocki malarz (ur. 1819)
  - Walter Hauser, szwajcarski polityk, prezydent Szwajcarii (ur. 1837)
  - Ignacy Świeży, polski duchowny katolicki, działacz oświatowy i narodowy (ur. 1839)
- 1904 – Carl Josef Bayer, austriacki chemik (ur. 1847)
- 1906 – Paul Cézanne, francuski malarz (ur. 1839)
- 1907 – Marcin Uzarski, polski duchowny katolicki, działacz społeczny (ur. 1830)
- 1910 – Wawrzyniec Benzelstjerna Engeström, polski poeta, tłumacz, działacz społeczny, filantrop pochodzenia szwedzkiego (ur. 1829)
- 1912 – Wilhelm Ebstein, niemiecki lekarz pochodzenia żydowskiego (ur. 1836)
- 1914 – Jan Antoni Błaszkiewicz, polski podporucznik (ur. 1889)
- 1915:
  - Enrico Canfari, włoski piłkarz, działacz piłkarski (ur. 1877)
  - Wilhelm Windelband, niemiecki filozof, wykładowca akademicki (ur. 1848)
- 1916 – Herbert Kilpin, angielski piłkarz, trener (ur. 1870)
- 1917 – Bob Fitzsimmons, brytyjski bokser (ur. 1863)
- 1918 – Georges Parent, francuski kolarz torowy (ur. 1885)
- 1919 – Jerzy Kulczycki, polski podporucznik piechoty (ur. 1895)
- 1920:
  - Ruggero Berlam, włoski architekt, malarz (ur. 1854)
  - Antoni Jabłoński, polski major kawalerii (ur. 1896)
  - Rudolf Starzewski, polski dziennikarz, publicysta (ur. 1870)
- 1921:
  - Aleksandyr Dimitrow, bułgarski nauczyciel, polityk (ur. 1878)
  - Giovanni Battista Marenco, włoski duchowny katolicki, arcybiskup, nuncjusz apostolski (ur. 1853)
- 1923 – Victor Maurel, francuski śpiewak operowy (baryton) (ur. 1848)
- 1924:
  - Léon Bourjade, francuski pilot wojskowy, as myśliwski (ur. 1889)
  - Witold Jodko-Narkiewicz, polski działacz socjalistyczny, polityk, dyplomata, publicysta (ur. 1864)
- 1926 – Harry Greb, amerykański bokser pochodzenia niemieckiego (ur. 1894)
- 1927:
  - Patrick O’Donnell, irlandzki duchowny katolicki, arcybiskup Armagh i prymas całej Irlandii (ur. 1856)
  - Jan Thullie, polski generał dywizji (ur. 1876)
- 1928:
  - Andrew Fisher, australijski polityk, premier Australii (ur. 1862)
  - Leopold Szenderowicz, polski dziennikarz (ur. ok. 1868)
  - Antoni Wodziński, polsko-francuski pisarz (ur. 1852)
- 1929:
  - Bernard Friedman, litewski adwokat, sędzia, polityk pochodzenia żydowskiego (ur. 1859)
  - Jan Zahradnik, polski poeta, krytyk literacki (ur. 1904)
- 1930 – Jerzy Rabcewicz, polski inżynier i generał (ur. 1864)
- 1931 – Zygmunt Dworski, polski prawnik, sędzia, prezes Sądu Najwyższego (ur. 1857)
- 1933:
  - John William Fortescue, brytyjski historyk, bibliotekarz (ur. 1859)
  - Leon Gajewicz, polski prawnik, urzędnik, dziennikarz, publicysta (ur. 1856)
- 1935:
  - Edward Carson, brytyjski prawnik, polityk (ur. 1854)
  - Ettore Marchiafava, włoski patolog, neurolog (ur. 1847)
  - Komitas Wardapet, ormiański kompozytor (ur. 1869)
- 1936 – Arthur Zimmerman, amerykański kolarz torowy (ur. 1869)
- 1937:
  - Frank Damrosch, amerykański dyrygent, pedagog pochodzenia niemieckiego (ur. 1859)
  - Teodozjusz (Waszczinski), rosyjski biskup prawosławny (ur. 1876)
- 1938 – Chryzostom I, grecki duchowny i teolog prawosławny, arcybiskup Aten i całej Grecji (ur. 1868)
- 1939:
  - Kristiāns Grīnblats, radziecki polityk (ur. 1891)
  - Hamengkubuwana VIII, sułtan Yogyakarty (ur. 1880)
  - Ołeksandr Łotocki, ukraiński historyk, polityk emigracyjny (ur. 1870)
- 1940 – Antoni Wysocki, polski drukarz, porucznik (ur. 1884)
- 1941:
  - Louis Marcoussis, polsko-francuski malarz, grafik pochodzenia żydowskiego (ur. 1878 lub 83)
  - Guy Môquet, francuski działacz komunistyczny (ur. 1924)
- 1942:
  - Staf de Clerq, flamandzki polityk nacjonalistyczny (ur. 1884)
  - Pascal Fauvel, francuski łucznik (ur. 1882)
  - Stefan Knapik, polski działacz komunistyczny (ur. 1909)
- 1943:
  - Karakozy Abdalijew, radziecki porucznik (ur. 1908)
  - Michaił Bondarienko, radziecki szeregowy (ur. 1901)
  - Jan Poznański, polski podporucznik, żołnierz AK, cichociemny (ur. 1918)
- 1944:
  - Lucyna Hertz, polska podporucznik (ur. 1917)
  - Jan Otto, polski powstaniec wielkopolski (ur. 1869)
- 1945 – Kazimierz Szcześniak, polski podpułkownik piechoty (ur. 1885)
- 1946:
  - Henry Bergman, amerykański aktor (ur. 1868)
  - Phillips Lee Goldsborough, amerykański polityk (ur. 1865)
  - Stanisław Jasiukowicz, polski ekonomista, polityk, poseł na Sejm Ustawodawczy i Sejm RP (ur. 1882)
  - Rudolf Poliniewicz, polski żołnierz partyzantki antykomunistycznej (ur. 1925)
- 1948:
  - August Hlond, polski duchowny katolicki, biskup katowicki, arcybiskup metropolita gnieźnieński i poznański, arcybiskup metropolita gnieźnieński i warszawski, prymas Polski, kardynał (ur. 1881)
  - Maria Lucyga, polska działaczka narodowa, sanitariuszka (ur. 1866)[3]
  - Alex Piorkowski, niemiecki SS Sturmbannführer, zbrodniarz nazistowski (ur. 1904)
- 1949:
  - Gerard van den Bergh, szwedzki strzelec sportowy (ur. 1882)
  - Agne Holmström, szwedzki lekkoatleta, sprinter i skoczek wzwyż (ur. 1893)
  - Wilhelm Schuhmacher, niemiecki funkcjonariusz Gestapo, zbrodniarz nazistowski (ur. ?)
  - Wacław Żejma, polski inżynier, komandor (ur. 1887)
- 1950:
  - Paul S.L. Johnson, amerykański działacz religijny (ur. 1873)
  - Felix Stransky, austriacki bankier, działacz społeczny pochodzenia żydowskiego (ur. 1871)
- 1951:
  - Émile Boitelle, francuski gimnastyk (ur. 1898)
  - Ede Virág-Ébner, węgierski zapaśnik (ur. 1912)
- 1952 – Ernst Rüdin, szwajcarski psychiatra, genetyk, eugenik (ur. 1874)
- 1953 – Albert Meyer, szwajcarski polityk, prezydent Szwajcarii (ur. 1870)
- 1954 – Eugeniusz Konopacki, polski kapitan rezerwy (ur. 1906)
- 1956:
  - Walenty Dymek, polski duchowny katolicki, arcybiskup metropolita poznański (ur. 1888)
  - Francesco Illy, włoski wynalazca, przedsiębiorca pochodzenia węgierskiego (ur. 1892)
  - Henryk Kubalski, polski aktor (ur. 1901)
  - Mirosław Ignacy Wojciechowski, polski chorąży pilot (ur. 1917)
- 1957:
  - Bok de Korver, holenderski piłkarz (ur. 1883)
  - Kazimierz Wroczyński, polski pisarz, dziennikarz (ur. 1883)
- 1958:
  - Rudolf Dreszer, polski generał brygady (ur. 1891)
  - Mstisław Paszczenko, rosyjski twórca filmów animowanych (ur. 1901)
- 1959 – Ludwik Chmaj, polski historyk, pedagog (ur. 1888)
- 1960 – Władimir Gribkow, rosyjski aktor (ur. 1902)
- 1961:
  - Herbert Almqvist, szwedzki piłkarz, bramkarz (ur. 1891)
  - Joseph Schenck, amerykański producent filmowy pochodzenia żydowskiego (ur. 1876)
- 1962:
  - Paul Armagnac, francuski kierowca wyścigowy (ur. 1923)
  - Samuił Fejnberg, rosyjski pianista, kompozytor pochodzenia żydowskiego (ur. 1890)
- 1963:
  - Halina Golczowa, polska nauczycielka, poetka (ur. 1901)
  - Elvin Morton Jellinek, amerykański fizjolog, biostatystyk (ur. 1890)
- 1964 – Khawaja Nazimuddin, pakistański polityk, gubernator generalny i premier Pakistanu (ur. 1894)
- 1965:
  - Earl Cooper, amerykański kierowca wyścigowy (ur. 1886)
  - Jan Dihm, polski historyk (ur. 1902)
  - Paul Tillich, niemiecki teolog, filozof (ur. 1886)
- 1966 – Nikołaj Fieodorow, rosyjski podpułkownik, kolaborant, emigracyjny działacz kombatancki (ur. 1887)
- 1967 – Jan Bartecki, polski pedagog (ur. 1901)
- 1968:
  - Stefan Rachubiński, polski seryjny morderca (ur. 1929)
  - Vladimir Turina, chorwacki architekt (ur. 1913)
- 1969:
  - Ralph Staub, amerykański reżyser, scenarzysta i producent filmowy (ur. 1899)
  - Folke Wassén, szwedzki żeglarz sportowy (ur. 1918)
- 1970 – Samson François, francuski pianista (ur. 1924)
- 1971:
  - Håkon Ellingsen, norweski wioślarz (ur. 1894)
  - Grzegorz Korczyński, polski generał, funkcjonariusz organów bezpieczeństwa, działacz komunistyczny, polityk, wiceminister obrony narodowej, dyplomata (ur. 1915)
- 1973:
  - Pau Casals, kataloński wiolonczelista, kompozytor, dyrygent (ur. 1876)
  - Antoni Żuliński, polski aktor (ur. 1900)
- 1974:
  - Maurice Blond, polski malarz pochodzenia żydowskiego (ur. 1899)
  - Bernhard Laum, niemiecki historyk, archeolog (ur. 1884)
- 1975:
  - Sylwester Karalus, polski prawnik, polityk, publicysta polityczny i historyczny, polityk emigracyjny (ur. 1908)
  - Michał Matyas, polski piłkarz, trener (ur. 1910)
  - Arnold Joseph Toynbee, brytyjski historiozof (ur. 1889)
  - Zdzisław Żygulski, polski filolog, germanista, historyk literatury niemieckiej (ur. 1888)
- 1976:
  - Edward Burra, brytyjski malarz (ur. 1905)
- 1977:
  - Harold Burrough, brytyjski admirał (ur. 1889)
  - Gérard Delbeke, belgijski piłkarz, trener (ur. 1903)
- 1979 – Nadia Boulanger, francuska kompozytorka, pianistka (ur. 1887)
- 1980 – Sammy Angott, amerykański bokser (ur. 1915)
- 1981:
  - David Cecil, brytyjski arystokrata, lekkoatleta, płotkarz i sprinter, działacz sportowy (ur. 1905)
  - Ludwik Rutkowski, polski organista, dyrygent chórów (ur. 1904)
- 1982 – Karol Dziwisz, polski piłkarz (ur. 1911)
- 1983:
  - Francis W. Epperson, amerykański przedsiębiorca, wynalazca (ur. 1894)
  - Abuchadży Idrisow, radziecki starszy sierżant, snajper (ur. 1918)
  - Halina Kurkowska, polska językoznawczyni, wykładowczyni akademicka (ur. 1922)
- 1984 – Maria Dobrowolska, polska geograf, wykładowczyni akademicka (ur. 1895)
- 1985 – Viorica Ursuleac, rumuńska śpiewaczka operowa (sopran) (ur. 1894)
- 1986:
  - Jadwiga Siniarska-Czaplicka, polska naukowiec, historyk papiernictwa, bibliofil, bibliotekarka (ur. 1913)
  - Sven Strömberg, szwedzki lekkoatleta, sprinter (ur. 1911)
  - Albert Szent-Györgyi, węgierski biochemik, wykładowca akademicki, laureat Nagrody Nobla (ur. 1893)
  - Ye Jianying, chiński wojskowy, polityk komunistyczny (ur. 1897)
- 1987:
  - Fernando Jiménez, portorykański strzelec sportowy (ur. 1905)
  - Lino Ventura, włoski aktor (ur. 1919)
- 1988:
  - Henry Armstrong, amerykański bokser (ur. 1912)
  - Plácido Galindo, peruwiański piłkarz (ur. 1906)
- 1990:
  - Louis Althusser, francuski filozof marksistowski (ur. 1918)
  - Jewgienija Doliniuk, radziecka polityk (ur. 1914)
  - Werner Jarowinsky, wschodnioniemiecki ekonomista, polityk (ur. 1927)
- 1991:
  - Steven Jesse Bernstein, amerykański poeta (ur. 1950)
  - Hachirō Kasuga, japoński piosenkarz (ur. 1924)
- 1992:
  - Cleavon Little, amerykański aktor (ur. 1939)
  - Jarosław Sienkiewicz, polski ekonomista, dyrektor górniczy, działacz NSZZ „Solidarność” (ur. 1950)
  - André Vandeweyer, belgijski piłkarz, trener (ur. 1909)
- 1993:
  - Innes Ireland, szkocki kierowca wyścigowy, inżynier, wojskowy (ur. 1930)
  - Siergiej Padiukow, rosyjski architekt, działacz emigracyjny (ur. 1922)
- 1994 – Rollo May, amerykański psycholog, psychoterapeuta (ur. 1909)
- 1995:
  - Kingsley Amis, brytyjski prozaik, poeta, krytyk literacki (ur. 1922)
  - Åke Forsman, fiński piłkarz (ur. 1923)
  - Inge Jaeger-Uhthoff, niemiecka rzeźbiarka (ur. 1902)
  - Shefqet Peçi, albański poeta, prozaik, polityk  (ur. 1906)
  - Mary Wickes, amerykańska aktorka (ur. 1910)
- 1996 – Edmund Black, amerykański lekkoatleta, młociarz (ur. 1905)
- 1997:
  - Dolph Camilli, amerykański baseballista (ur. 1907)
  - Reinhard Lauck, niemiecki piłkarz (ur. 1946)
- 1998 – Eric Ambler, brytyjski pisarz (ur. 1909)
- 1999 – Fajzen Zikrinow, kazachski polityk komunistyczny (ur. 1918)
- 2000 – Franciszka Cegielska, polska polityk, minister zdrowia, prezydent Gdyni (ur. 1946)
- 2001:
  - Roger Coggio, francuski aktor, reżyser filmowy (ur. 1934)
  - Albert Ducrocq, francuski pisarz, dziennikarz (ur. 1921)
  - Bertie Mee, angielski piłkarz, trener (ur. 1918)
  - Gieorgij Wicyn, rosyjski aktor (ur. 1917)
- 2002 – Geraldine Apponyi, królowa Albanii (ur. 1915)
- 2003:
  - Józef Buszko, polski historyk, wykładowca akademicki (ur. 1925)
  - Stanisława Zawiszanka, polska aktorka, piosenkarka, poetka, malarka (ur. 1914 lub 17)
- 2004:
  - Witold Adamiec, polski bibliotekarz, publicysta (ur. 1945)
  - Louis Bouyer, francuski duchowny i teolog katolicki, wykładowca akademicki (ur. 1913)
  - Samuel Gravely, amerykański wiceadmirał (ur. 1922)
  - Jean-François Leuba, szwajcarski prawnik, polityk (ur. 1934)
  - Jean Mathonet, belgijski piłkarz (ur. 1925)
- 2005:
  - Arman, francusko-amerykański artysta (ur. 1928)
  - Micheasz (Charcharow), rosyjski biskup prawosławny (ur. 1921)
  - David Clapham, południowoafrykański kierowca wyścigowy (ur. 1931)
  - Franky Gee, amerykański wokalista, członek zespołu Captain Jack pochodzenia kubańskiego (ur. 1962)
  - Karol Głogowski, polski adwokat, działacz opozycji antykomunistycznej (ur. 1933)
  - Jan Górak, polski prawnik, historyk sztuki, wykładowca akademicki (ur. 1914)
  - Marian Pulina, polski geograf, wykładowca akademicki, speleolog (ur. 1936)
  - Yŏn Hyŏng Muk, północnokoreański polityk, premier Korei Północnej (ur. 1931)
- 2006:
  - Choi Kyu-ha, południowokoreański polityk, premier i prezydent Korei Południowej. (ur. 1919)
  - Anatolij Konstantinow, radziecki marszałek lotnictwa (ur. 1923)
- 2007:
  - Ève Curie, francuska pisarka, dziennikarka, pianistka, polityk (ur. 1904)
  - Barbara Śródka-Makówka, polska kostiumograf (ur. 1945)
- 2008:
  - Wołodymyr Szczeholkow, ukraiński piłkarz (ur. 1937)
  - Halina Szyrmerowa, polska działaczka społeczna, żołnierz AK (ur. 1918)
- 2009:
  - Daniel Bekker, południowoafrykański bokser (ur. 1932)
  - Pierre Chaunu, francuski historyk (ur. 1923)
  - Fritz Csoklich, austriacki dziennikarz (ur. 1929)
  - Maciej Rybiński, polski dziennikarz, publicysta, pisarz, satyryk, scenarzysta filmowy (ur. 1945)
- 2011 – Sultan ibn Abd al-Aziz Al Su’ud, saudyjski polityk, książę, następca tronu (ur. 1928)
- 2012:
  - Jerzy Brykczyński, polski podchorąży AK, doktor nauk rolniczych, działacz opozycji antykomunistycznej, pisarz (ur. 1916)
  - Andrzej Kowalewicz, polski aktor dziecięcy (ur. 1956)
  - Russell Means, amerykański aktor, polityk, działacz na rzecz praw Indian (ur. 1939)
  - Henryk Rzemieniecki, polski pułkownik pilot (ur. 1930)
- 2013:
  - Noemi Korsan-Ekert, polska aktorka (ur. 1921)
  - Joanna Orzeszkowska, polska aktorka (ur. 1948)
  - Piotr Wala, polski skoczek narciarski (ur. 1936)
- 2014:
  - Barbara Migdalska, polska stomatolog, wykładowczyni akademicka (ur. 1928)
  - Jurij Pachomow, radziecki i ukraiński ekonomista, wykładowca akademicki, polityk (ur. 1928)
  - Sławomir Pawelski, polski hematolog, wykładowca akademicki (ur. 1922)
  - Rinat Safin, rosyjski biathlonista (ur. 1940)
- 2015:
  - Karol Brej, polski rzeźbiarz, garncarz, lutnik (ur. 1927)
  - Juan Ferrer, kubański judoka (ur. 1955)
  - Wiesław Marian Olszewski, polski historyk, podróżnik, odkrywca (ur. 1956)
  - Władysław Sikora, polski poeta, prozaik, felietonista, tłumacz (ur. 1933)
- 2016:
  - Steve Dillon, brytyjski rysownik komiksowy (ur. 1962)
  - Lucjan Wiślicz-Iwańczyk, polski pułkownik, dyrektor BOR (ur. 1933)
  - Wałerija Zakłunna-Myronenko, ukraińska aktorka, polityk (ur. 1942)
- 2017:
  - Daisy Berkowitz, amerykański muzyk, członek zespołu Marilyn Manson (ur. 1968)
  - Bolesław Mazurkiewicz, polski inżynier, architekt (ur. 1931)
  - Zdzisław Mrugalski, polski zegarmistrz (ur. 1930)
  - Marek Pacuła, polski dziennikarz, scenarzysta, satyryk (ur. 1945)
  - Paul Weitz, amerykański komandor, astronauta (ur. 1932)
  - Marian Wolicki, polski duchowny katolicki, teolog (ur. 1941)
  - George Young, australijski muzyk rockowy, autor piosenek, producent muzyczny, członek zespołów The Easybeats i AC/DC (ur. 1947)
- 2018:
  - Mahamadou Djeri Maïga, malijski polityk, separatysta (ur. 1972)
  - Tadeusz Kowalski, polski fotograf (ur. 1934)
  - Friedrich Ostermann, niemiecki duchowny katolicki, biskup pomocniczy Münster (ur. 1932)
  - José Varacka, argentyński piłkarz (ur. 1932)
- 2019:
  - Gustav Gerneth, niemiecki mechanik, superstulatek, najstarszy mężczyzna na świecie (ur. 1905)
  - Ole Henrik Laub, duński pisarz (ur. 1937)
  - Jacek Łuczak, polski kardiolog, wykładowca akademicki (ur. 1934)
  - Dorylas Moreau, kanadyjski duchowny katolicki, biskup Rouyn-Noranda (ur. 1947)
  - Sadako Ogata, japońska dyplomatka (ur. 1927)
  - Rolando Panerai, włoski śpiewak operowy (baryton) (ur. 1924)
- 2020:
  - Giorgio Bernini, włoski prawnik, polityk, minister handlu zagranicznego (ur. 1928)
  - Jerzy Zygmunt Nowak, polski aktor (ur. 1940)
  - Andrzej Skowroński, polski matematyk, wykładowca akademicki (ur. 1950)
- 2021:
  - Ryszard Filipski, polski aktor, reżyser filmowy i teatralny (ur. 1934)
  - Antoni Guzik, polski inżynier mechanik, nauczyciel akademicki, żołnierz AK (ur. 1925)
  - Janusz Kamocki, polski etnograf, więzień polityczny, żołnierz AK (ur. 1927)
  - Serhij Morozow, ukraiński piłkarz, trener (ur. 1950)
  - Álex Quiñónez, ekwadorski lekkoatleta, sprinter (ur. 1989)
  - Peter Scolari, amerykański aktor (ur. 1955)
  - Wiaczesław Wiedienin, rosyjski biegacz narciarski (ur. 1941)
  - Udo Zimmermann, niemiecki dyrygent, kompozytor, reżyser operowy (ur. 1943)
- 2022:
  - Patrick Coveney, irlandzki duchowny katolicki, arcybiskup, nuncjusz apostolski (ur. 1934)
  - Leszek Engelking, polski pisarz, krytyk literacki, tłumacz (ur. 1955)
  - Stefan Kwiatkowski, polski historyk, wykładowca akademicki (ur. 1946)
  - Dietrich Mateschitz, austriacki przedsiębiorca, miliarder (ur. 1944)
  - Andrzej Myc, polski immunolog, działacz opozycji antykomunistycznej (ur. 1953)
- 2023:
  - Reino Börjesson, szwedzki piłkarz (ur. 1929)
  - Janina David, brytyjska pisarka (ur. 1930)
  - Alfred Kleinermeilert, niemiecki duchowny katolicki, biskup pomocniczy Trewiru (ur. 1928)
  - Barbara Petrozolin-Skowrońska, polska historyk, encyklopedystka, wydawczyni, varsavianistka (ur. 1937)
  - Antoine Scopelliti, włoski duchowny katolicki, biskup Ambatondrazaki na Madagaskarze (ur. 1939)
- 2024:
  - Bernd Bauchspieß, niemiecki piłkarz (ur. 1939)
  - Gierasim Chugajew, osetyjski filozof, działacz partyjny i polityczny, premier Osetii Południowej (ur. 1945)
  - Annelie Ehrhardt, niemiecka lekkoatletka, płotkarka (ur. 1950)
  - Elizabeth Francis, amerykańska superstulatka (ur. 1909)
  - Gustavo Gutiérrez, peruwiański duchowny katolicki, dominikanin, filozof, teolog (ur. 1928)
  - Roman Kowalewski, polski wioślarz, działacz sportowy, przedsiębiorca (ur. 1949)
  - Patermufiusz, rosyjski duchowny prawosławny staroobrzędowy, biskup irkucki i zabajkalski (ur. 1952)
  - Dick Pope, brytyjski operator filmowy (ur. 1947)
  - Fernando Valenzuela, meksykański baseballista (ur. 1960)